# Margaret Dix
Margaret Ruth Dix (1902 – 9 de dezembro de 1991) foi uma médica britânica especializada em neurontologia. Ao lado do cirurgião Charles Skinner Hallpike, publicou importantes pesquisas acerca da vertigem e deu origem ao teste de Dix-Hallpike.

## Vida
Dix nasceu em 1902 e estudou na Sherborne School for Girls durante a infância. Graduou-se em medicina na faculdade Royal Free Hospital School Of Medicine, ganhando Bachelor of Medicine, Bachelor of Surgery em 1937. Após a graduação, começou a atuar como cirurgiã. Em 1940, no entanto, foi ferida durante um bombardeamento aéreo durante a campanha Blitz da Luftwaffe. O acidente deixou a médica com desfiguração facial e pedaços de vidros em seus olhos, forçando-a a desistir da carreira cirúrgica.
Dux ingressou no National Hospital for Neurology and Neurosurgery como pesquisadora do Conselho Pesquisa em 1945, estudando a surdez em ex-militares. Foi contratada por Charles Skinner Hallpike que a encorajou a seguir uma carreira em neurontologia, área que estuda problemas neurológicos que afetam o ouvido interno. Dix e Hallpike publicaram uma série médica histórica em 1952, na publicação Proceedings of the Royal Society of Medicine and the Annals of Otology, Rhinology, and Laryngology. No relatório, descreveram as principais causas de vertigem e como diferenciál-las. Descreveram o teste epônimo de Dix-Hallpike, usado para diagnosticar a vertigem posicional paroxística benigna (VPPB), problema decorrente de problemas do ouvido interno.
Concluiu seu doutorado em medicina no ano de 1957, trabalhando no Hospital Nacional até sua aposentadoria, em 1976. Foi autora de mais de 100 publicações no campo da neurontolgia e ganhou o Prêmio de Pesquisa Norman Gamble da Royal Society of Medicina, em 1980. Faleceu em 9 de dezembro de 1991, aos 89 anos de idade.